# أندي واتسون (لاعب كرة قدم)
أندي واتسون (بالإنجليزية: Andy Watson)‏ (1 أبريل 1967 في المملكة المتحدة - ) هو لاعب كرة قدم بريطاني في مركز الهجوم. لعب مع سوانزي سيتي ونادي بلاكبول ونادي دونكاستر روفرز ونادي كارلايل يونايتد ونادي هاروجيت تاون ونادي والسول ونادي هاليفاكس تاون وGarforth Town A.F.C. ‏ وإف سي هاليفاكس تاون.

## وصلات خارجية
- أندي واتسون على موقع قاعدة بيانات كرة القدم.إي يو (الإنجليزية)
- أندي واتسون على موقع Soccerbase.com (لاعب) (الإنجليزية)